# Tour de França de 1910
El Tour de França de 1910, vuitena edició del Tour de França, es disputà entre el 3 i el 31 de juliol de 1910, amb un recorregut de 4.737 quilòmetres dividits en 15 etapes, que es van córrer a una velocitat mitjana de 28,680 km/h. Aquesta va ser la primera edició en què la cursa s'endinsà pels colls de muntanya dels Pirineus. Els dos principals candidats a la victòria eren el vencedor del 1909, François Faber, un velocista, i Octave Lapize, un escalador, ambdós membres del totpoderós equip Alcyon. Degut a l'existència del sistema de punts les possibilitats de victòria final eren similars per ambdós. La cursa no es va decidir fins a la darrera etapa, després de la qual Lapize guanyà per només quatre punts.
La classificació final, com en anys precedents, es va calcular per punts, sent el vencedor el que menys punts aconseguia. Les etapes eren molt similars a les de 1907 i 1908.

## Canvis respecte a l'edició anterior
Les edicions del Tour de França de 1907, 1908 i 1909 havien estat gairebé idèntiques. En 1910 es van incloure els Pirineus per primera vegada per iniciativa d'Adolphe Steinès, que havia dissenyat el recorregut del Tour de França des de l'inici. Comparat amb els Tours de 1907, 1908 i 1909 les etapes Nimes-Tolosa i Tolosa-Baiona són reemplaçades per tres etapes: Nimes–Perpinyà, Perpinyà–Banhèras de Luishon i Banhèras de Luishon–Baiona.
Henri Desgrange, organitzador del Tour, refusà la proposta d'incloure els Pirineus en un primer moment, però posteriorment va cedir i va enviar Steinès als Pirineus per veure si era possible enviar els ciclistes per superar les muntanyes. Steinès trobà nombroses dificultats. Hi arribà el 27 de gener de 1910 i va preguntar a un hostaler informacions sobre el Tourmalet. L'hostaler l'informà que tot just al juliol era transitable, per la qual cosa en ple mes de gener era impossible anar-hi. Steinès, de totes maneres, va llogar un cotxe i es va dirigir a la muntanya. A partir del punt en què la neu li impedí seguir al cotxe va continuar a peu. Steinès caminà durant la nit, caient per un barranc. A les tres de la matinada va ser trobat per un grup de recerca. Ràpidament se li va donar menjar i va prendre un bany calent. L'endemà al matí va enviar un telegrama positiu a Desgrange: "Han creuat el Tourmalet a peu STOP Camí transitable per a vehicles STOP No hi ha neu STOP". Quan es va anunciar que els Pirineus s'inclourien en el traçat hi havia 136 ciclistes inscrits. Després de la notícia, 26 ciclistes van decidir renunciar a prendre-hi part. Altres diaris van reaccionar tractant el recorregut de "perillós" i "estrany".
Una altra novetat del 1910 va ser la inclusió del cotxe escombra, encarregat de recollir els ciclistes que anaven abandonant durant la carrera. Aquesta va ser una reacció dels organitzadors del Tour a les crítiques rebudes pels ciclistes per la dificultat de les muntanyes. En la desena etapa, amb quatre ports pels Pirineus, als ciclistes se'ls va permetre acabar l'etapa al cotxe escombra i iniciar la següent etapa.
Tècnicament hi ha la incorporació de bicicletes amb canvis de marxes, emprades per Lucien Petit-Breton, Maurice Brocco, Henri Cornet, Charles Pavese i Jean Alavoine.
El que no canvia és el sistema de classificació per punts. El ciclista rebia punts segons la seva classificació en l'etapa i de la mateixa manera com el 1909 la classificació es va depurar dues vegades: després de la novena i catorzena etapa. Els ciclistes que havien abandonat la carrera van ser retirats de la classificació de les etapes anteriors, i la classificació es va tornar a calcular.

## Participants
Tot i que els ciclistes poden registrar-se sota un patrocinador des del 1909, a l'hora de la veritat els corredors corrien de manera individual. No serà fins al 1910 quan corrin realment en equips.
L'acceptació dels Pirineus per part dels ciclistes no fou del tot positiva i hi hagué menys participants que en l'edició del 1909: 110 enfront a 150. Hi havia tres equips integrats per 10 ciclistes cadascun, que incloïen tots els favorits a la victòria final: Alcyon, Le Globe i Legnano. Els altres 80 ciclistes corrien de manera individual, integrats en la categoria dels "isolés".

## Desenvolupament de la cursa
La primera etapa, entre París i Roubaix, fou guanyada per Charles Crupelandt. En la segona etapa François Faber va demostrar el seu bon estat de forma, guanyant l'etapa i posant-se líder. En el dia de descans que hi hagué entre la sisena i setena etapa, a Niça, el ciclista Adolphe Hélière va morir mentre nedava, sent la primera víctima del Tour de França.
En la novena etapa s'hagueren de superar quatre ports de muntanya, entre ells el coll de Port i el Portèth d'Aspèth, i Desgrange va veure els nombrosos problemes que tenien els ciclistes per superar-los. La desena etapa va incloure el pas pels principals colls pirinencs: Pèira Sorda, Aspin, Tourmalet i Aubisca, mentre Desgrange deixava la cursa en mans de Victor Breyer, que feia de director de l'etapa. En aquesta desena el Tourmalet representava el punt més elevat de la cursa, sent Octave Lapize el primer a passar pel cim, seguit per Gustave Garrigou. Garrigou va ser l'únic ciclista que va fer el cim sense baixar de la bicicleta, rebent un premi addicional de 100 francs per aquest motiu. En la següent ascensió, l'Aubisca, Lapize lluità per ser el primer, però finalment fou François Lafourcade el primer a passar-hi. Els organitzadors tenien estacionat un cotxe al cim del coll i quan Lafourcade passà per allà no el van reconèixer. Quan s'adonaren que Lafourcade ja havia passat quedaren sorpresos que un ciclista desconegut hagués pogut superar a tots els favorits. Quan Lapize superà el cotxe de l'organització va exclamar: "Assassins!", i anuncià que abandonaria durant el descens. En el descens recuperà forces i fins i tot va superar Lafourcade, per guanyar l'etapa.
Després de la dotzena etapa Faber era líder de la cursa per un sol punt. En aquella etapa, amb arribada a Brest, Faber punxà i Lapize passà a liderar la cursa, ajudat per Garrigou.
En la catorzena etapa Faber es va escapar gairebé des del principi en el que podria ser la seva última oportunitat per guanyar el Tour de França. Semblava que ho podia aconseguir, fins que una punxada li va fer perdre temps i Lapize l'acabava agafant, de nou amb l'ajuda de Garrigou. Lapize augmentà la seva diferència en guanyar l'etapa, iniciant la darrera etapa amb un marge de sis punts. En aquesta darrera etapa era Lapize el que patia una punxada poc després d'iniciar-se l'etapa. Faber va sortir a gran velocitat, però no va poder aconseguir la gesta, ja que tenia una roda punxada. Tot i que va acabar per davant de Lapize, finalment només va poder recuperar dos punts, de manera que el Tour de França 1910 fou per Lapize. En aquesta etapa per primera vegada una persona no francofona guanyava una etapa del Tour. Aquest honor va recaure en l'italià Ernesto Azzini.

## Resultats
Els ciclistes de l'equip Alcyon van dominar el Tour de França de 1910, guanyant 9 de les 15 etapes.

### Etapes
| Etapa | Data         | Recorregut         | Km  | Vencedor d'etapa         | Líder de la general      |
| ----- | ------------ | ------------------ | --- | ------------------------ | ------------------------ |
| 1     | 3 de juliol  | París - Roubaix    | 272 | Charles Crupelandt (FRA) | Charles Crupelandt (FRA) |
| 2     | 5 de juliol  | Roubaix - Metz     | 398 | François Faber (LUX)     | François Faber (LUX)     |
| 3     | 7 de juliol  | Metz - Belfort     | 259 | Émile Georget (FRA)      | François Faber (LUX)     |
| 4     | 9 de juliol  | Belfort - Lió      | 309 | François Faber (LUX)     | François Faber (LUX)     |
| 5     | 11 de juliol | Lió - Grenoble     | 311 | Octave Lapize (FRA)      | François Faber (LUX)     |
| 6     | 13 de juliol | Grenoble - Niça    | 345 | Julien Maitron (FRA)     | François Faber (LUX)     |
| 7     | 15 de juliol | Niça - Nimes       | 345 | François Faber (LUX)     | François Faber (LUX)     |
| 8     | 17 de juliol | Nimes - Perpinyà   | 216 | Georges Paulmier (FRA)   | François Faber (LUX)     |
| 9     | 19 de juliol | Perpinyà - Luishon | 289 | Octave Lapize (FRA)      | François Faber (LUX)     |
| 10    | 21 de juliol | Luishon - Baiona   | 326 | Octave Lapize (FRA)      | François Faber (LUX)     |
| 11    | 23 de juliol | Baiona - Bordeus   | 326 | Ernest Paul (FRA)        | François Faber (LUX)     |
| 12    | 25 de juliol | Bordeus - Nantes   | 391 | Louis Trousselier (FRA)  | François Faber (LUX)     |
| 13    | 27 de juliol | Nantes - Brest     | 321 | Gustave Garrigou (FRA)   | Octave Lapize (FRA)      |
| 14    | 29 de juliol | Brest - Caen       | 424 | Octave Lapize (FRA)      | Octave Lapize (FRA)      |
| 15    | 31 de juliol | Caen - París       | 262 | Ernesto Azzini (ITA)     | Octave Lapize (FRA)      |

### Classificació general

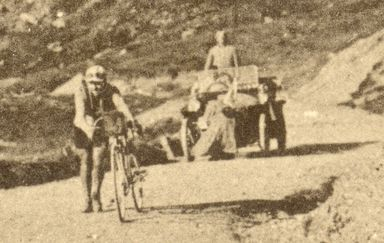
Octave Lapize, el vencedor del Tour de França de 1910, pujant el Tourmalet a peu.

Dels 110 ciclistes que van iniciar la cursa sols 41 l'acabaren. El vencedor, Octave Lapize, va rebre 5.000 francs per la seva victòria. En total va obtenir 7.525 francs durant la cursa.
| Classificació General                 | Classificació General      | Classificació General | Classificació General | Classificació General |
| Pos.                                  | Ciclista                   | Patrocinador          | Punts                 |                       |
| ------------------------------------- | -------------------------- | --------------------- | --------------------- | --------------------- |
| 1                                     | Octave Lapize (FRA)        | Alcyon                | 63                    |                       |
| 2                                     | François Faber (LUX)       | Alcyon                | 67                    |                       |
| 3                                     | Gustave Garrigou (FRA)     | Alcyon                | 86                    |                       |
| 4                                     | Cyrille Van Hauwaert (BEL) | Alcyon                | 97                    |                       |
| 5                                     | Charles Cruchon (FRA)      | -                     | 119                   |                       |
| 6                                     | Charles Crupelandt (FRA)   | Le Globe              | 148                   |                       |
| 7                                     | Ernest Paul (FRA)          | -                     | 154                   |                       |
| 8                                     | André Blaise (BEL)         | Alcyon                | 166                   |                       |
| 9                                     | Julien Maitron (FRA)       | Le Globe              | 171                   |                       |
| 10                                    | Aldo Bettini (ITA)         | Alcyon                | 175                   |                       |
| 110 participats, 41 acabaren la cursa |                            |                       |                       |                       |

### Altres classificacions
El cinquè classificat, Charles Cruchon guanyà la categoria dels "isolé". El diari organitzador de la cursa, L'Auto anomenà a Octave Lapize el meilleur grimpeur, el millor escalador. Aquest títol no oficial és el predecessor de la classificació de la muntanya.